# Everything Is Everything
Everything Is Everything (с англ. — «Всё есть всё») — второй студийный альбом американской певицы Дайаны Росс, вышедший в 1970 году на лейбле Motown Records.

## Об альбоме
После успешного сольного дебюта с альбомом Diana Ross, Motown вскоре реашет выпустить новый материал. Музыкантам Дику Ричардсу и Хэлу Дэвису было поручено спродюсировать Everything is Everything но чуть более попсовым, чем предыдущая работа в стиле соул. В альбом вошли также кавер-версии современных хитов таких групп как The Beatles и The Carpenters.
Альбом достиг 42-го места в американском Billboard Top LPs & Tape и достиг пятого места в списке лучших в Top R&B/Hip-Hop Albums, продав более 200 000 копий. Сингл «I’m Still Waiting» стал хитом номер один в Великобритании в 1971 году, в то время как последующие «Doobedood’ndoobe, Doobedood’ndoobe, Doobedood’ndoo» занял 12 место.
За песню «I Love You (Call Me)» Дайану Росс номинировали на «Грэмми» за лучшее женское ритм-н-блюз-исполнение.

## Список композиций

### Оригинальное издание
| №  | Название                                             | Автор(ы)                                 | Длительность |
| -- | ---------------------------------------------------- | ---------------------------------------- | ------------ |
| 1. | «My Place»                                           | Хэл Дэвис, Мел Ларсон, Джерри Марчеллино | 2:46         |
| 2. | «Ain’t No Sad Song»                                  | Хэл Дэвис, Берри Горди, Чико Росс        | 2:42         |
| 3. | «Everything Is Everything»                           | Маргарет Горди                           | 2:27         |
| 4. | «Baby It’s Love»                                     | Марвин Гэй, Анна Горди Гэй, Чарльз Ласки | 3:09         |
| 5. | «I’m Still Waiting»                                  | Дик Ричардс                              | 3:44         |
| 6. | «Doobedood’ndoobe, Doobedood’ndoobe, Doobedood’ndoo» | Дик Ричардс                              | 4:52         |

| №  | Название                         | Автор(ы)                                        | Длительность |
| -- | -------------------------------- | ----------------------------------------------- | ------------ |
| 1. | «Come Together»                  | Джон Леннон, Пол Маккартни                      | 6:40         |
| 2. | «The Long and Winding Road»      | Джон Леннон, Пол Маккартни                      | 3:26         |
| 3. | «I Love You (Call Me)»           | Арета Франклин                                  | 3:23         |
| 4. | «How About You?»                 | Дик Ричардс, Сандра Сандерс, Дэвид Ван Де Питти | 2:47         |
| 5. | «(They Long to Be) Close to You» | Берт Бакарак, Хэл Дэвид                         | 4:07         |

Расширенное издание (2008)
Расширенное издание альбома с ремиксами и неизданным ранее материалом вышло на CD в США 18 апреля 2008 года. Оно включает в себя ещё одну кавер-версию The Beatles («Something»), а также «What Are You Doing the Rest Of Your Life?» также записанную Барбарой Стрейзанд.
| №   | Название                                             | Автор(ы)                                        | Длительность |
| --- | ---------------------------------------------------- | ----------------------------------------------- | ------------ |
| 1.  | «My Place»                                           | Хэл Дэвис, Мел Ларсон, Джерри Марчеллино        | 2:46         |
| 2.  | «Ain’t No Sad Song»                                  | Хэл Дэвис, Берри Горди, Чико Росс               | 2:42         |
| 3.  | «Everything Is Everything»                           | Маргарет Горди                                  | 2:27         |
| 4.  | «Baby It’s Love»                                     | Марвин Гэй, Анна Горди Гэй, Чарльз Ласки        | 3:09         |
| 5.  | «I’m Still Waiting»                                  | Дик Ричардс                                     | 3:44         |
| 6.  | «Doobedood’ndoobe, Doobedood’ndoobe, Doobedood’ndoo» | Дик Ричардс                                     | 4:52         |
| 7.  | «Come Together»                                      | Джон Леннон, Пол Маккартни                      | 6:40         |
| 8.  | «The Long and Winding Road»                          | Джон Леннон, Пол Маккартни                      | 3:26         |
| 9.  | «I Love You (Call Me)»                               | Арета Франклин                                  | 3:23         |
| 10. | «How About You?»                                     | Дик Ричардс, Сандра Сандерс, Дэвид Ван Де Питти | 2:47         |
| 11. | «(They Long to Be) Close to You»                     | Берт Бакарак, Хэл Дэвид                         | 4:07         |
| 12. | «I Wish I Knew»                                      | Дэбби Дин, Дик Ричардс                          | 3:30         |
| 13. | «What Are You Doing the Rest of Your Life?»          | Мэрилин Бергман, Алан Бергман, Мишель Легран    | 3:25         |
| 14. | «Something»                                          | Джордж Харрисон                                 | 3:11         |
| 15. | «Ain’t No Sad Song»                                  | Хэл Дэвис, Берри Горди, Чико Росс               | 3:16         |
| 16. | «Baby It’s Love» (Alternate Version)                 | Марвин Гэй, Горди Гэй, Чарльз Ласки             | 3:42         |
| 17. | «Come Together» (1982 Revelations Remix)             | Джон Леннон, Пол Маккартни                      | 4:04         |
| 18. | «I’m Still Waiting» (1990 Phil Chill Remix)          | Дик Ричардс                                     | 4:08         |

## Чарты
| Чарт (1970)                            | Высшая позиция |
| -------------------------------------- | -------------- |
| Великобритания (UK Albums Chart)       | 31             |
| Канада (RPM Top Albums/CDs)            | 67             |
| США (Billboard 200)                    | 42             |
| США (Billboard Top R&B/Hip-Hop Albums) | 5              |